# 薮田翔一
薮田 翔一（やぶた しょういち、1983年8月17日 - ）は、日本の現代音楽、クラシック音楽、ポピュラー音楽、電子音楽の作曲家。実姉はオペラ歌手の薮田瑞穂。

## 略歴
兵庫県揖保郡御津町（現・たつの市）出身。御津町立御津中学校、兵庫県立龍野高等学校、東京音楽大学を経て、2011年同大学大学院修了。2001年より東京音楽大学入学までの2005年まで、作曲理論、ソルフェージュを飯塚邦彦に師事。東京音楽大学入学1年前(2004年)より、作曲を有馬礼子に師事。東京音楽大学入学後、同大学院修了までの6年間に藤原豊(2005年)、糀場富美子(2006年)、西村朗(2007年～2011年)らを中心として師事。その他大学院在学中に、東京音楽大学作曲科の担当教員以外からもレッスンを受講が可能となるシステムにより、池辺晋一郎、細川俊夫からも定期的にレッスンを受け師事。

## 活動
龍野アートプロジェクトで音楽監督、神戸新聞のコラム「随想」を執筆するなど活動の場を広げている。ジュネーブ音楽院にて作曲のマスタークラス、東京大学「学藝饗宴」ゼミナールにて講義、NHKカルチャーラジオにて「現代音楽講座」の講師を担当。これまでにアメリカ合衆国、スイス、オーストリア、ドイツ、フランス、スペイン、イタリア、マルタ、ポーランド、クロアチア、ベルギー、ジョージア、フィリピン、台湾など世界各国で作品が演奏されている。
近年は、小倉百人一首で歌曲（全100曲）をピアノ伴奏、弦楽四重奏伴奏で作曲するなど日本文化の発信、大型放射光施設SPring-8（兵庫県）の実験行程を音楽にした曲が雑誌Pen+の付録CDになるなど、活動は現代音楽の作曲に留まらず多岐に渡っている。2018年12月6日、浜離宮朝日ホールにて、歌曲集『小倉百人一首』（全音楽譜出版社）の出版を記念し、弦楽四重奏伴奏による百人一首全100曲の演奏会を開催。2019年4月1日、｢平成｣に次ぐ新元号｢令和｣発表数時間後に、同名の歌曲を発表し注目を集めている。同年5月28日に東京オペラシティコンサートホールにてN響委嘱作品としてオーケストラ曲「祈りの歌」、7月6日にいずみホールにていずみシンフォニエッタの演奏によるハープ協奏曲「祈りの樹」、12月13日に東京文化会館小ホールにて第26回「四人組とその仲間たち」コンサートゲスト作曲家として小川栞奈（ソプラノ）、黒岩航紀（ピアノ）の演奏による「祈りの華」を発表。

## 受賞歴

### 2009年
- 第78回日本音楽コンクール第2位(楽曲 Reflect for quintet)

### 2010年
- 第79回日本音楽コンクール第2位(楽曲 Recollection for orchestra)

### 2011年
- トロンボーン・ピース・オブ・ザ・イヤー2011作曲賞(楽曲 cube for trombone and piano)
- 第80回日本音楽コンクール第2位(楽曲 EDGE for string quartet)

### 2012年
- たつの市民奨励賞(文化賞)
- 京都フランスアカデミーメシアン賞(楽曲 Flow for flute and piano)
- 第81回日本音楽コンクール第2位(楽曲 Flow for orchestra)

### 2013年
- SORODHA国際作曲コンクール第1位 (楽曲 MOVE for viola solo)
- ウィーン・コンツェルトハウス100周年作曲賞オーケストラ部門最優秀作品(楽曲 ANIMA for orchestra)
- カジミェシュ・セロツキ国際作曲コンクール第3位(楽曲 EDGE for string quartet)

### 2014年
- 第3回NEW NOTE国際作曲コンクール第2位(楽曲 EDGE for string quartet)
- 第3回高松国際ピアノコンクール課題曲委嘱作曲家

### 2015年
- たつの市文化賞
- 兵庫県芸術奨励賞
- 第70回ジュネーヴ国際音楽コンクール作曲部門グランプリ(楽曲 Billow for string quartet)[1]

### 2016年
- 文化庁長官表彰(国際芸術部門)
- 第26回出光音楽賞

### 2024年
- 奏楽堂日本歌曲コンクール作曲部門入選[2]

## 出版
- アルバム 「天女の歌声 〜薮田翔一 歌曲集〜」 （YOANIレーベル[3]）2016年3月23日発売
- 楽譜「瀬戸内海」（全音楽譜出版社）2018年3月発売
- 楽譜「“Billow”　for string quartet」（全音楽譜出版社）2016年12月発売
- 楽譜「歌曲集 『小倉百人一首』」（全音楽譜出版社）2018年12月発売

## 作品

### 2009年
- Reflect (for quintet)

### 2010年
- Recollection (for orchestra)

### 2011年
- Cube (for trombone and piano)
- Recollection II (Cl. Vn. cello.)
- Pulser (percussion solo)
- cross (Fl. Cl. Vn. cello p.f.)[4]
- Recollection III (Cl. Vla.)
- sonata for marimba solo[5]

### 2012年
- Tremble (二十五弦箏の四重奏曲)[6]
- scarlet ibis piano solo[7]

### 2013年
- Ripple (連弾)[8]
- Reflex (Fl. Cl. Vn. Vla. cello.)
- Move (Viola solo)[9]
- Glitter (piano solo)
- Fanfare Rubato (Wind Orchestra)
- Line II (Vn. cello. p.f.)
- Streamer (Cl. Vn. p.f.)[10]
- Collide (Vn. p.f.)[11]
- Sonata for clarinet solo
- はっこう (音源作品)
- Respiration Violin solo[12]
- Flower (Harp solo)

### 2014年
- Sonata for solo Violoncello
- Accumulate (Cl. Vn. p.f.)[13]
- さくら (Wind Quintet)[14]
- Seto Inland sea (piano solo)[15]
- Line (Orchestra)
- Pulse (Wind Orchestra)
- 遠方より来たる舟 (日本舞踊、尺八、ピアノ)
- Rewire (Concerto for Violin)
- Flow III (cl.vn.p.f.)[16]
- Sky Line (cl.p.f.)[17]

### 2015年
- 声流 (尺八ソロ)
- 森の中 (歌曲)[18]
- 人に答えて (与謝野晶子の詩による歌曲)[19]
- 子供の踊り (与謝野晶子の詩による歌曲)[20]
- 白月 (三木露風の詩による歌曲)[21]
- 晴れ間 (三木露風の詩による歌曲)[22]
- 樹立 (三木露風の詩による歌曲)[23]
- 雲雀 (三木露風の詩による歌曲)[24]
- ふるさとの (三木露風の詩による歌曲)[25]
- 夜更け (中原中也の詩による歌曲)[26]
- 盲目の秋I (中原中也の詩による歌曲)[27]
- 妹よ (中原中也の詩による歌曲)[28]
- 別離 (中原中也の詩による歌曲)[29]
- 道修山夜曲 (中原中也の詩による歌曲)[30]
- 童女 (中原中也の詩による歌曲)[31]
- 生い立ちの歌I (中原中也の詩による歌曲)[32]
- 秋の夜 (中原中也の詩による歌曲)[33]
- 子守唄よ (中原中也の詩による歌曲)[34]
- 山上のひととき (中原中也の詩による歌曲)[35]
- 月の光 その一 (中原中也の詩による歌曲)[36]
- 帰郷 (中原中也の詩による歌曲)[37]
- 夏の日の歌 (中原中也の詩による歌曲)[38]
- はるかぜ (中原中也の詩による歌曲)[39]
- Non posso,o Dio,resistere (イタリア語による歌曲)[40]
- Phantom (Percussion solo and movie)[41]
- Billow II (Vibraphone solo)[42]
- Billow (string quartet)[43]
- Cocoon (ハープ三重奏曲)[44]
- 音楽劇『風神雷神』(歌舞伎役者による舞,ソプラノ、室内オーケストラ)
- 桜芥子図襖 (ヴォカリーズによる歌曲)[45]
- Annihilation (Solo percussion)[46]
- Selene (Harp solo)

### 2016年
- Resonance I (音源作品)
- Resonance II (音源作品)
- Resonance III (音源作品)
- Resonance IV (音源作品)
- Resonance V (音源作品)
- The grand design I (Contrabass solo)
- 歌が流れ、刻が流れる (二十五弦箏の四重奏曲)[47]
- Ambition (Vibraphone solo and Wind orchestra)[48]
- Metamorphose (Snare drum solo)[49]
- The grand design II (Violin solo)[50]
- Saturation (Vibraphone solo)
- Ave Maria (歌曲)[51]
- ush I (Vibraphone and orchestra)[52]
- オペラ『大奥』[53]
- 演奏会組曲『風神雷神』(soprano,piano,Orchestra)[54]
- 夜曲 (歌曲)[55]
- 雪が降ってゐる. . . . . . . (中原中也の詩による歌曲)[56]
- 湖上 (中原中也の詩による歌曲)[57]

### 2017年
- 睦月 (pipe organ and Vib.)
- 弥生 (pipe organ solo)
- 霜月 (pipe organ solo)
- 皐月 (pipe organ solo)
- Deposition (string quartet and solo cello)
- アイリスの宴に寄せて (歌曲)
- 五線紙上の恋人 (Percussion solo)
- 水無月 (Vibraphone solo)[58]
- The grand design IV ~lullaby~ ISO64 (Tp.Vib.)[59]
- Pulsar (Marimba solo)
- Nebula (fl.cl.ob.Hr.p.f.)[60]
- 龍野高校120周年式典音楽 (Wind orchestra)
- Clarion (Marimba solo)[61]
- 時代は独裁者を求める (soprano,vib.)[62]
- 師走 (Vibraphone solo)[63]
- SPring-8 ~Discovery~
- SPring-8 ~Detection~
- SPring-8 ~Diffraction~
- SPring-8 ~Radiation~
- SPring-8 ~Undulation~
- SPring-8 ~Acceleration~
- SPring-8 ~Injection~
- SPring-8 Thema
- SPring-8 姫路城プロジェクションマッピング音楽[64]
- SPring-8 式典音楽
- Gush II (Vibraphone and orchestra)[65]
- 祈りの風 (Harp solo)
- 一つ星 (歌曲)[66]
- おやすみ (歌曲)[67]
- 生い立ちの歌II (中原中也の詩による歌曲)[68]
- 雲雀 (中原中也の詩による歌曲)[69]
- Carina (Tp.p.f.)
- 歌曲集「百人一首」弦楽四重奏伴奏版(全100曲)

### 2018年
- 如月 (Vibraphone solo)[70]
- Intro (映像と音楽)[71]
- コネココア (ポピュラー音楽)作詞作曲[72]
- チワワの歌 (ポピュラー音楽)作詞作曲[73]
- ありがとう(ポピュラー音楽)作詞作曲
- ブランニュー浦安! (ポピュラー音楽)
- 貝殻吐息 (ポピュラー音楽)
- 夢のうらがわ (ポピュラー音楽)
- 心と体の夢の国 (ポピュラー音楽)
- 春の散歩[74]
- Accelerate (cl.vn.p.f.)
- FlashBlack (cl.vn.p.f.)
- マリーのアリア (歌曲)[75]
- Aita(percussion solo)[76]
- 祈りの情景 (sax.Band.p.f.)
- 歌曲集「百人一首」ピアノ伴奏版 (全100曲)
- 青い瞳　1.夏の朝[77]

### 2019年
- ｢令和｣-初春令月、氣淑風 和、梅披鏡前之粉、蘭薫珮後之香-
- 祈りの歌 (Orchestra)
- 祈りの丘 (Harp & Marimba)
- 祈りの樹 (Concerto for Harp)
- 祈りの光 (Contrabass & Vibraphone)
- 祈りの華 (Soprano & Piano)

### 2024年
- 初冬 (Soprano & Cello[78])